# Christian Prigent
Pour les articles homonymes, voir Prigent.
Christian Prigent, né en 1945 à Saint-Brieuc, est un écrivain, poète et critique littéraire français. Volontiers contestataire, provocateur, ironique, il bouscule les formes, et livre, dans son œuvre, un combat avec la langue, contre le « parler faux ».
Un colloque Christian Prigent s'est tenu au Centre culturel international de Cerisy fin juin-début juillet 2014.

## Biographie

### L'écrivain
Il est docteur en lettres, auteur d'une thèse sur Francis Ponge. Après des séjours à Rome à la Villa Médicis (1978-1980) et à Berlin (1985-1991), il vit depuis 2007 à Saint-Brieuc en Bretagne. Dans ses travaux, il se réfère à Jacques Lacan, Jacques Derrida, Julia Kristeva, Arthur Rimbaud, Francis Ponge ou Denis Roche, auquel il a consacré un essai (Denis Roche, 1977). Il fonde au tournant des années 1970, la revue TXT, toutefois il collabore à de nombreuses autres revues en France et à l'étranger, et publie, essentiellement chez P.O.L., des ouvrages de poésie ou de critique littéraire.
En 1993, avec Écrit au couteau il entend « débarrasser la poésie de tout ce qui n'est pas essentiellement la poésie »; à travers la violence charnelle, il retrouve « la poésie lorsqu'elle est exigence de trouver un langage ». Depuis 1980, il donne régulièrement des lectures publiques de son œuvre. Dans son œuvre critique, Christian Prigent s'interroge beaucoup sur les auteurs jugés difficiles et subversifs.

### L'essayiste
Le travail de création littéraire de Christian Prigent s'est accompagné d'un travail de réflexion et d'écriture d'essais aussi bien sur la littérature que sur la peinture. L'approche critique de Christian Prigent contribuera à déterminer les avant-gardes littéraires de la fin du XXe siècle en France. Posant, en liaison à une lecture de Jacques Lacan que la littérature est une expérience de la négativité, il réfléchit aux expériences littéraires qui traduisent cette négativité.
En effet, pour lui, la littérature doit s'affronter au réel, or le réel, selon Lacan, c'est là où le langage se brise. La littérature est alors cette expérience de l'impossible : dire le réel, alors qu'il est impossible à saisir.
La littérature va être déterminée alors par Christian Prigent comme un lieu d'aporie, de tension qui a pour conséquence des formes littéraires extrêmes, ce que l'on retrouve parfaitement à partir du titre d'un de ses premiers essais : La langue et ses monstres.

### Les revues
Proche des « textualistes », de la revue Tel Quel, il fonde avec Jean-Luc Steinmetz, la revue TXT, dont il devient vite le chef de file et principal animateur jusqu'en 1993. La revue est accompagnée, à partir de 1977, d'une collection qui publie les œuvres de Valère Novarina, de Vélimir Khlebnikov, de Philippe Muray, Jean-Pierre Verheggen ou Christian Prigent lui-même.
En 1981, en Résidence à la Villa Médicis à Rome, il rencontre Mathias Pérez, avec qui il va fonder en 1996, la revue Fusées, qui, tel que l'énonce Fabrice Thumerel dans Le champ littéraire au XXe siècle, ne prônera pas la rupture comme ce fut le cas avec TXT, mais qui reviendra sur l'héritage des avant-gardes littéraires et artistiques, tout en poursuivant l'exploration des nouvelles pistes d'écriture, à travers les nouvelles générations littéraires, avec par exemple Charles Pennequin.

## Œuvres

### Poésie
- La belle journée, poésie, 1969
- Femme dans la neige, poésie, 1971
- La mort de l'imprimeur, poésie, 1975
- Paysage avec vols d'oiseaux, poésie, 1982
- Une élégie, poésie, 1983
- Une leçon d'anatomie, poésie, 1990
- Écrit au couteau, poésie, 1993
- Dum pendiet filius, poésie, 1998
- L'Âme, poésie, 2000
- Presque tout, 2002
- La Vie moderne, poésie, 2012
- DCL Épigrammes, d'après Martial, 2014
- Writing the Real: A Bilingual Anthology of Contemporary French Poetry, (traducteur Jérôme Game) 2016. Enitharmon Press
- Les Amours Chino, roman en vers, 2016
- Chino aime le sport, roman en vers, 2017

### Fiction
- L'main, fiction, 1975
- Œuf-glotte, fiction, 1979
- Power/Powder, fiction, 1977
- Voilà les sexes, fiction, 1981
- Peep show (un roman en vers), fiction, 1984
- Journal de l'oeuvide, fiction, 1984
- Deux dames au bain avec portrait du donateur, fiction, 1984
- Commencement, fiction, 1989
- Une phrase pour ma mère, fiction, 1996
- Le Professeur, fiction, 2001
- Grand-mère Quéquette, roman, 2003
- Demain je meurs, roman, 2007
- Météo des plages, roman en vers, 2010
- Les Enfances Chino, roman, 2013
- Chino au jardin, roman, 2021

### Essais/Chroniques
- Le Groin et le Menhir (Denis Roche), essai, 1977
- Viallat, la main perdue, essai, 1981
- Comme la peinture (Daniel Dezeuze), essai, 1983
- La Langue et ses monstres, essai, 1989 ; réédition corrigée et complétée, P.O.L., 2014
- Ceux qui medRent, essai, 1991
- Six jours sur le tour, chroniques, 1991
- Viallat la main perdue, essai, 1996
- À quoi bon encore des poètes ?, essai, 1996
- Rien qui porte un nom, essai, 1996
- Une erreur de la nature, essai, 1996
- L'écriture, ça crispe le mou, livre et CD, Alfil, 1997
- Berlin deux temps trois mouvements, chroniques, 1999
- Salut les anciens, salut les modernes, essai, 2000
- L'Incontenable, essai, 2004
- Ne me faites pas dire ce que je n'écris pas: entretiens avec Hervé Castanet, entretiens, 2004
- Ce qui fait tenir, essai/poésie, 2005
- Le monde est marrant (vu à la télé): Chroniques, chroniques, 2008
- Compile, lecture de textes, 2011

### Disque audioet livret
- Naufrage du Litanic, CD et livret, Le Bleu du Ciel, 2008 (Prix de l'Académie Charles-Cros 2010)
- Délie object de plus haute vertu, d'après Maurice Scève avec Christian Prigent (2019, Boom Records/InOuïe Distribution)[3]

## Prix
- 2018 : grand prix de poésie de l'Académie française pour l'ensemble de son œuvre poétique